# Donn Roach
Donn Mitchell Roach (Las Vegas, Nevada, 1989. december 14. –) amerikai profi baseball-dobó. Első Major League Baseball-játékára (MLB) 2014-ben került sor, a San Diego Padres színeiben. Roach a Chicago Cubs és a Seattle Mariners, a dél-koreai KBO League bajnokságban szereplő KT Wiz, a japán Nippon Professional Baseball bajnokságban szereplő Orix Buffaloes, illetve a tajvani Chinese Professional Baseball League bajnokságban szereplő Uni-President Lions csapatában is játszott egy-egy szezont.

## Pályafutása

### Los Angeles Angels
Roach a középfokú iskolai végzettségét 2008-ban a summerlini Bishop Gorman High School intézményében végezte. A Los Angeles Angels of Anaheim csapata a 2008-as Major League Baseball-draft negyvenedik körében Roach-t választotta. Roach nem írt alá, helyette inkább az Arizonai Egyetemen folytatta a tanulmányait, ahol az Arizona Wildcats csapatában játszott egyetemi baseballt. Egy év után iskolát váltott, és a College of Southern Nevada kétosztályos főiskolában folytatta a tanulmányait, ahol a Southern Nevada Coyotes csapatában játszott. A 2010-es Major League Baseball-draft keretében ismét az Angels csapata ajánlott neki szerződést, ez alkalommal a harmadik körben. Roach ezúttal aláírt az Angelsnek.
Profi pályafutását a Pioneer League bajnokságban szereplő Orem Owlz csapatában kezdte meg, ahol 16 játék után 6,04-os ellene befutott pontátlaggal zárta a 2010-es szezont.
A 2011-es szezont a Midwest League bajnokságban szereplő Cedar Rapids Kernels csapatában töltötte, ahol negyvenöt játék után 3,45-os ellene befutott pontátlaggal zárt.

### San Diego Padres
2012. május 4-én az Angels Ernesto Frieriért elcserélte Roach-t és Alexi Amaristát a San Diego Padres csapatával. A Padres a 2013-as szezon lezárultával felhívta Roach-t a negyventagú keretbe, hogy elkerüljék, hogy egy másik csapat leigazolja az ötös szabályzat szerinti draft keretében. 2014-ben bekerült a Padres szezonnyitó keretébe, MLB-bemutatkozására április 2-án került sor. A Padres 2014. november 3-án beosztásra jelölte Roach-t.

### Chicago Cubs
2014. november 12-én a Chicago Cubs kiemelte Roach-t az átigazolási listáról. A Cubs 2014. december 19-én beosztásra jelölte Roach-t, majd a 2015-ös szezont a Triple-A szintű Pacific Coast League bajnokságban szereplő Iowa Cubs csapatában kezdte meg. A Cubs júniusban felhívta Roach-t a legfelső osztályba. Roach az elsőszámú csapatában június 27-én mutatkozott be, és 31⁄3 játékrész alatt nyolc biztos ütést és négy befutott pontot engedett be, ezzel elveszítve a St. Louis Cardinals elleni mérkőzést.

### Cincinnati Reds
2015. július 13-án a Cincinnati Reds kiemelte Roach-t az átigazolási listáról, és a Triple-A Louisville Bats csapatába osztotta be. A Louisville-ben két győzelmet és négy vereséget jegyeztek fel neki. Augusztus 23-án a Reds beosztásra jelölte Roach-t.

### Toronto Blue Jays
2015. augusztus 25-én a Toronto Blue Jays kiemelte Roach-t az átigazolási listáról. Ugyan tagja volt a negyvenfős keretnek, azonban játéklehetőséget egyszer sem kapott. Szeptember 30-án a Blue Jays beosztásra jelölte Roach-t, aki mivel nem kapott ajánlatot, ezért október 14-én szabadúszó lett.

### Seattle Mariners
Roach 2015 decemberében alsóbb ligás szerződést kötött a Seattle Mariners csapatával. A 2016-os szezont a Triple-A Tacoma Rainiers csapatában töltötte el, azonban az év folyamán 51⁄3 játékrészt a Marinersben is játszott, ahol 8,44-os ellene befutott pontátlagot ért el. A Mariners 2016. augusztus 6-án beosztásra jelölte Roach-t.

### Detroit Tigers
2016. augusztus 9-én a Detroit Tigers kiemelte az átigazolási listáról Roach-t, és a Triple-A Toledo Mud Hens csapatába osztotta be. 2016. szeptember 3-án a Tigers beosztásra jelölte Roach-t.

### Oakland Athletics
2016 szeptemberében az Oakland Athletics kiemelte az átigazolási listáról Roach-t, majd a Triple-A Nashville Sounds csapatába osztották be. Október 11-én szabadúszó lett.

### KT Wiz
Roach 2016 novemberében leigazolt a dél-koreai KBO League bajnokságban szereplő KT Wiz csapatával. A szezont négy győzelemmel és tizenöt vereséggel zárta, így a liga leggyengébben teljesítő dobója lett. A szezon lezárultával a KT Wiz nem ajánlott neki szerződéshosszabbítást.

### Chicago White Sox
Roach 2018 februárjában alsóbb ligás szerződést írt alá a Chicago White Sox csapatának. Roach a szezont a Triple-A Charlotte Knights csapatában kezdte, ahol kilenc győzelmet és két vereséget jegyeztek fel neki.

### Orix Buffaloes
Roach 2018. július 7-én leigazolt a japán Nippon Professional Baseball bajnokságban szereplő Orix Buffaloeshoz.

### Chicago White Sox
Roach 2018. december 30-án alsóbb ligás szerződést kötött a Chicago White Sox csapatával. A 2019-es szezon lezárultával szabadúszó lett.

### Uni-President Lions
Roach 2020. január 11-én szerződést kötött a Chinese Professional Baseball League-ben játszó Uni-President Lions csapatával. 2020. június 18-án felbontották a szerződését, mivel 23 játékrész alatt 11,35-os kiérdemeltfutás-átlagot és 2,26-os WHIP-et ért el.